# 김원빈 (뮤지컬 배우)
김원빈(1993년 4월 17일 ~)은 대한민국의 뮤지컬 배우이다. 2019년 뮤지컬 '벤허'로 데뷔했다.

## 방송
- 더블 캐스팅 (2020) - Top3

## 공연
- 김수로 Curated10 〈The Secret - 더 시크릿〉 (2017)
- 벤허 (2019)
- 뮤지컬 집들이 콘서트 #35. 예루살렘 뮤지컬전 (2019)
- 영웅본색 - 서울 (2019)
- 제14회 DIMF 푸르고 푸른 - 대구 (2020)